# Estrella Xtravaganza
Estrela Xtravaganza, nome artístico de Fernando Carretero Vega (Jerez da Fronteira, 2 de dezembro de 1995), é uma drag queen e cantora espanhola.

## Biografia
Estudou jornalismo em Barcelona, tendo iniciado a sua carreira na arte drag em 2018. Também tem um grupo de música, Lolita Express, que gravou o álbum El futuro es underground.
Elegeu o seu nome drag inspirada pelo filme A Pequena Sereia e «House of Xtravaganza», uma das famílias drags mais reconhecidas de Nova York.
Em 2022 participou na segunda temporada de Drag Race España, versão espanhola da franquia RuPaul's Drag Race. Durante a competição, no episódio em que realizavam uma prova de talentos apresentou o seu tema musical Gorda y divina, a qual tinha como base musical «Roar» de Katy Perry. Chegou à final, mas não conseguiu atingir a vitória, título que obteve Sharonne.
Após a sua participação no reality show, integrou o elenco do espectáculo Gran Hotel de las Reinas e participou no programa Reinas al rescate, da plataforma AtresPlayer, com Supremme de Luxe, Sharonne e Pupi Poisson, inspirado no programa We're Here, onde uma equipa de drag queens percorria várias localidades rurais de Espanha em busca de histórias LGBTI.

## Filmografia

### Televisão
| Ano  | Título                           | Personagem  | Corrente                | Notas      |
| ---- | -------------------------------- | ----------- | ----------------------- | ---------- |
| 2021 | The Farm's Queens                |             | YouTube                 | Webseries  |
| 2022 | Drag Race España                 | Atresplayer | Concorrente - Finalista |            |
| 2022 | Reinas al rescate                | Atresplayer | Apresentadora           |            |
| 2022 | APM?                             | TV3         | Convidada               |            |
| 2023 | Vestidas de Azul                 | Pandereta   | Atresplayer             | 1 episódio |
| 2024 | Sexo, Famosos y Muñecos de Trapo |             | Atresplayer             | Convidada  |
| 2024 | Regias del Drag España           | YouTube     | Juíza convidada         |            |

## Teatro
- Las defectos de Carles Grutas (2023)
- La llamada de Javier Calvo e Javier Ambrossi como Milagros (2023-)
- Yo si hablaré de ti de Anthony Senén como Luna (2023-)

## Discografia

### Álbuns
- El futuro es underground (com Lolita Express)[1]
- Gorda y divina

### Singles
- La rainha de la granja[1]
- Fiesta (com Turista Sueca)[1]
- Gorda y divina
- Llevame al cielo (Remix) (com Supremme de Luxe, Sharonne, Marina e Venedita Von Däsh)
- Merca Donna Girl
- Las divas también lloran[8]
- Maricón (com Choriza May)
- Believe
- Dorozorra (com BRODWEI, Carlos Baez e Adrián Bacia)

## Publicações
- Estrela Xtravaganza es travestí[1]